# Philonotis esquelensis
Philonotis esquelensis är en bladmossart som beskrevs av Celina Maria Matteri 1968. Philonotis esquelensis ingår i släktet källmossor, och familjen Bartramiaceae. Inga underarter finns listade i Catalogue of Life.